# Herbert R. Temple Jr.

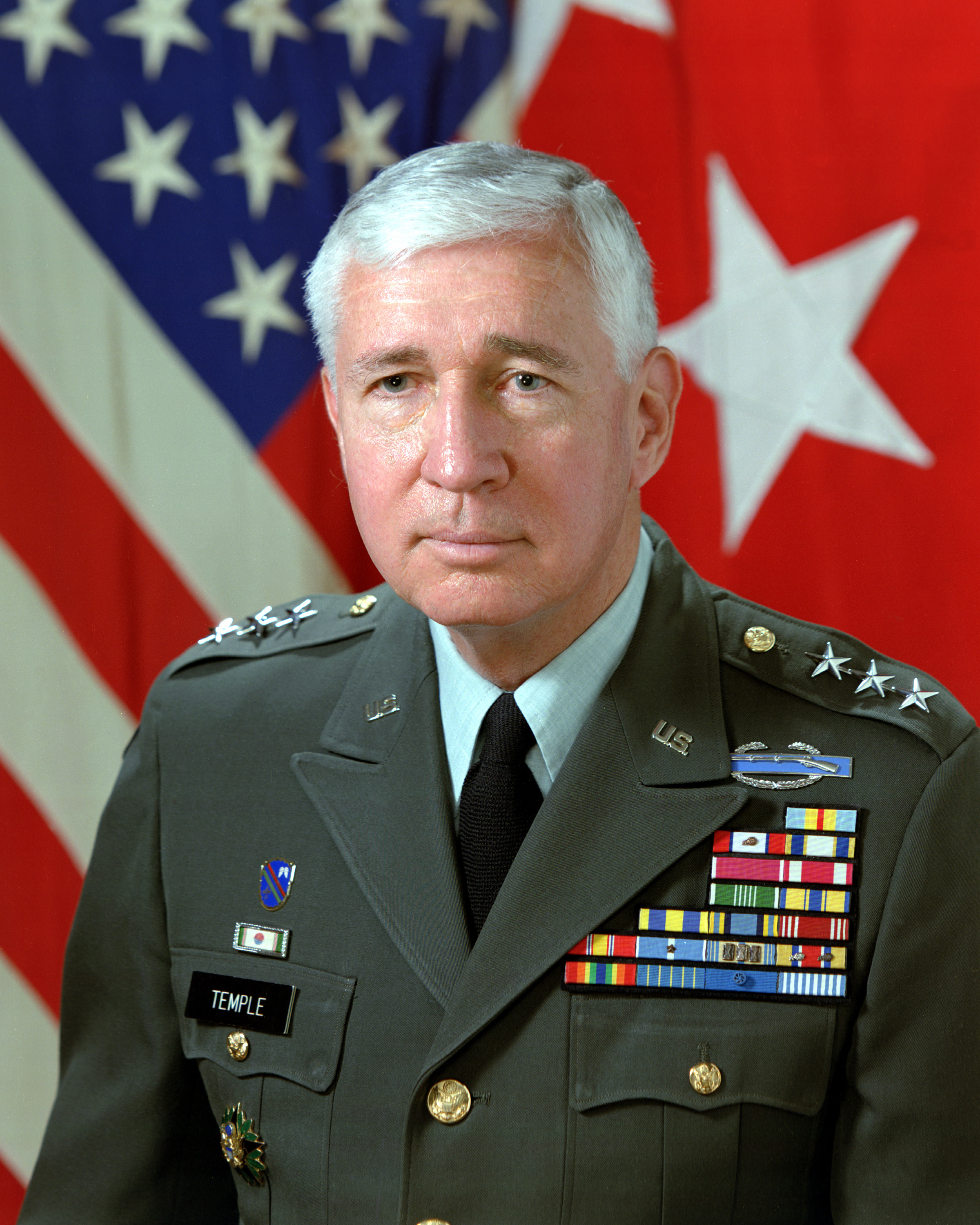
Herbert R. Temple Jr.

Herbert Ralph Temple Jr. (* 28. Februar 1928 in Los Angeles, Kalifornien; † 29. Dezember 2024 in Palm Desert, Kalifornien) war ein Generalleutnant der United States Army. Er war unter anderem Kommandeur des National Guard Bureau (NGB).

## Leben
Herbert Temple besuchte die öffentlichen Schulen seiner Heimat. Im Jahr 1947 trat er der Nationalgarde von Kalifornien bei. Dort diente er als einfacher Soldat im 160. Infanterieregiment (160th Infantry Regiment). Ab September 1950 war er im Koreakrieg eingesetzt. Dort war er Feldwebel in einer Kompanie, die zu den Untereinheiten der 24. Infanteriedivision gehörte. Nach seiner Rückkehr in die Vereinigten Staaten im Jahr 1952 kehrte er zur Nationalgarde seines Staates und zum 160. Infanterieregiment zurück, wo er zum Leutnant befördert wurde und somit in das Offizierskorps aufstieg.
In den folgenden Jahren blieb er Mitglied der Nationalgarde. Gleichzeitig wurde er als Geschäftsmann im privaten Bereich tätig. Militärisch gehörte er bis Mitte der 1970er Jahre dem Stab der 40. Infanteriedivision an, die ebenfalls Teil der kalifornischen Nationalgarde war. Am Ende kommandierte er eine Brigade dieser Division. Dazwischen absolvierte er im Jahr 1966 das Command and General Staff College der United States Army in Fort Leavenworth in Kansas. In den 1970er Jahren studierte er zudem an der Golden Gate University, der Shippensburg University of Pennsylvania und am United States Army War College in Carlisle in Pennsylvania.
Ende der 1960er Jahre war seine Zeit bei der 40. Infanteriedivision durch eine Versetzung zum Stab des Hauptquartiers seiner Nationalgarde und dann zur kalifornischen Militärakademie (California Military Academy) unterbrochen, die er für einige Zeit leitete. Im Jahr 1976 wurde Herbert Temple zum Stab des NGB versetzt. Bis zum Jahr 1982 bekleidete er dort einige Aufgaben als Stabsoffizier, dann übernahm er die Leitung der für Heeresangelegenheiten zuständigen Abteilung (Director of the Army National Guard).
Am 16. August 1986 übernahm Temple als Nachfolger von Emmett H. Walker das Kommando über das gesamte NGB. Diese Aufgabe erfüllte er bis zum 31. Januar 1990, als John B. Conaway seine Nachfolge antrat. Anschließend schied er aus dem Militärdienst aus.
Nach seiner Militärzeit war Herbert Temple unter anderem als Firmenberater in Verteidigungsangelegenheiten tätig. Außerdem war er Mitglied einiger Veteranenvereinigungen und er engagierte sich in seiner Wahlheimat Palm Desert im gesellschaftlichen Leben. Der seit 1949 mit der im Jahr 2014 verstorbenen Patricia Ann Riley verheiratete Offizier starb am 29. Dezember 2024.

## Orden und Auszeichnungen
Herbert Temple erhielt im Lauf seiner militärischen Laufbahn unter anderem folgende Auszeichnungen:
- Defense Distinguished Service Medal
- Army Distinguished Service Medal
- Air Force Distinguished Service Medal
- Legion of Merit
- Meritorious Service Medal
- Army Commendation Medal
- Air Force Commendation Medal